# Стреј (Хунедоара)
Стреј (рум. Strei) насеље је у Румунији у округу Хунедоара у општини Калан. Oпштина се налази на надморској висини од 240 m.

## Становништво
Према подацима из 2002. године у насељу је живело 384 становника, од којих су сви румунске националности.